# Meteh
Meteh (cyr. Метех) – wieś w Czarnogórze, w gminie Plav. W 2011 roku liczyła 325 mieszkańców.